# Obština Septemvri
Obština Septemvri (bulharsky Община Септември) je bulharská jednotka územní samosprávy v Pazardžické oblasti. Leží ve středním Bulharsku na protilehlých svazích Sredné gory na severu, Západních Rodopů na jihu a v mezi ně se z východu vkliňující Hornothrácké nížině. Správním střediskem je město Septemvri, kromě něj obština zahrnuje 1 město a 13 vesnic. Žije zde necelých 25 tisíc stálých obyvatel.

## Sídla
| - Bošulja - Dolno Văršilo - Gorno Văršilo - Karabunar - Kovačevo | - Lozen - Semčinovo - Septemvri (sídlo správy) - Simeonovec - Slavovica | - Varvara - Vetren - Vetren Dol - Vinogradec - Zlokučene |

## Sousední obštiny
| Růžice kompasu | Kostenec  | Lesičovo          |           | Růžice kompasu |
| Růžice kompasu | Belovo    | Sever             | Pazardžik | Růžice kompasu |
| Růžice kompasu | Belovo    | Obština Septemvri | Pazardžik | Růžice kompasu |
| Růžice kompasu | Belovo    | Jih               | Pazardžik | Růžice kompasu |
| Růžice kompasu | Velingrad | Rakitovo          |           | Růžice kompasu |

## Obyvatelstvo
V obštině žije 24 647 stálých obyvatel a včetně přechodně hlášených obyvatel 27 536. Podle sčítáni 1. února 2011 bylo národnostní složení následující:
- Bulhaři: 19 734 (84.5 %)
- Romové: 2 646 (11.3 %)
- Turci: 841 (3.6 %)
- ostatní: 127 (0.5 %)